# Chapelle russe de Bad Homburg
La chapelle de Tous-les-Saints est une chapelle russe orthodoxe située à Bad Homburg, près de Francfort-sur-le-Main en Allemagne.
Elle a été construite entre 1896 et 1899 par Louis Jacobi d'après un projet de Léon Benois, célèbre architecte pétersbourgeois et grand-père de l'acteur Peter Ustinov.

## Histoire

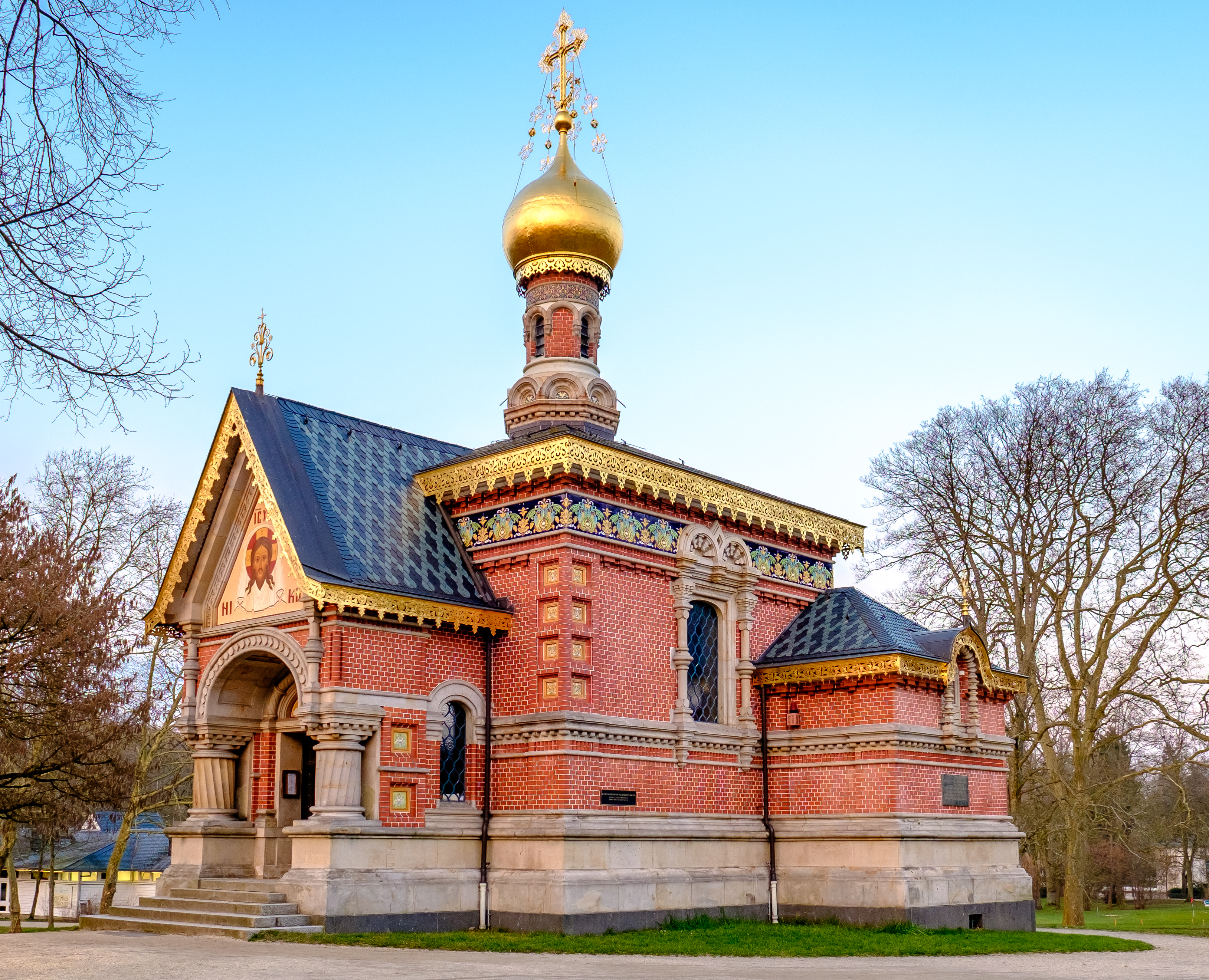
Vue de côté de la chapelle en 2016

La première pierre de la chapelle a été bénite le 16 (28) octobre 1896 en présence de l'empereur Nicolas II de Russie, de son épouse Alexandra, née princesse de Hesse-Darmstadt, de l'impératrice Victoria, veuve de l'empereur Frédéric III d'Allemagne, de la grande-duchesse Élisabeth, tante et belle-sœur de Nicolas II, et du grand-duc Ernest-Louis de Hesse-Darmstadt, frère de cette dernière et de l'impératrice de Russie. Elle se situe dans le parc thermal à dix minutes de marche de la gare.
La chapelle a été consacrée le 10 (22) septembre 1899 en présence de l'impératrice Victoria, de différents donateurs et du maire de la ville et dépendait de l'ambassade russe de Berlin. Elle était ouverte l'été pour les Russes en villégiature dans les environs et se trouvait près du château de Kronberg, résidence estivale de l'impératrice douairière d'Allemagne. Le roi des Hellènes Constantin, fils de la grande-duchesse Olga Constantinovna de Russie et cousin de Nicolas II, et son épouse Sophie, fille de l'impératrice Victoria, y venaient souvent pour des liturgies, lorsqu'ils étaient en séjour au château.
La chapelle est fermée entre 1914 et 1922, à cause de la Première Guerre mondiale, et son mobilier intérieur partagé entre différents musées. De 1922 à 1947, elle est sous la juridiction de l'exharcat de l'Europe de l'Ouest, dépendant du métropolite Euloge, dont le siège était à Paris, mais il n'y a que très peu de cérémonies. Elle s'en sépare en 1947 pour entrer sous la juridiction de l'Église orthodoxe russe hors frontières. La communauté est alors très réduite et la chapelle est presque tout le temps fermée. Elle est restaurée en 1970. Les services religieux deviennent plus réguliers à partir de 1981. Elle est à nouveau restaurée en 2001. Aujourd'hui elle est fréquentée par une communauté issue de l'émigration plus importante. Les services sont en allemand et en slavon.
L'iconostase et divers éléments intérieurs ont été créés dans les années 1980. Un vitrail remarquable représente la Résurrection du Christ.
La chapelle fait partie de la paroisse de l'église russe Saint-Nicolas de Francfort-sur-le-Main

## Sources
- (ru)/(de) Cet article est partiellement ou en totalité issu des articles intitulés en russe « Церковь Всех Святых (Бад-Хомбург) » (voir la liste des auteurs) et en allemand « Russische Kapelle (Bad Homburg) » (voir la liste des auteurs).